# Anicet Abel
Anicet Andrianantenaina Abel (* 13. března 1990, Antananarivo, Madagaskar) je madagaskarský fotbalový záložník a reprezentant, od roku 2014 hráč bulharského klubu Ludogorec Razgrad.

## Klubová kariéra
- Ajesaia (mládež)
- AJ Auxerre (mládež)
- AJ Auxerre B 2008–2011
- Černomorec Burgas 2011–2012
- CSKA Sofia 2012–2013
- Botev Plovdiv 2013–2014[2]
- Ludogorec Razgrad 2014–[2]

## Reprezentační kariéra
Anicet Abel debutoval v A-mužstvu Madagaskaru v roce 2015.